# Eric Watson
Eric Watson (Wellesley, 5 juli 1955) is een Amerikaanse jazzpianist en componist.

## Carrière
Watson leerde als kind piano spelen en speelde vervolgens rockmuziek. Na zijn studie aan het Oberlin College (klassieke piano, compositie en jazz-improvisatie) ging hij als begeleider van een dansbedrijf naar Parijs. In 1982 ontstond al het trio-album Conspiracy met Paul Motian en Ed Schuller, spoedig daarna volgden twee soloalbums. Tijdens deze periode begon ook de lange en vruchtbare samenwerking met de bassist John Lindberg. Hun duo werd later uitgebreid met Albert Mangelsdorff en Ed Thigpen tot trio en kwartet. Watson nam ook duetten op met Steve Lacy en Joëlle Léandre (Palimpseste, 1991). Uit een trio met Mark Dresser en Ed Thigpen (Silent Hearts, 1998) ontwikkelde zich het Full Metal Quartet (1999/2000) met de saxofonist Bennie Wallace. In 2003 en 2005 trad hij op in Europa, Azië en Australië met Christof Lauer. In 2006 bracht hij Jaded Angels uit als trio met Peter Herbert en Christophe Marguet. Met Linda Sharrock bracht hij in 2007 het album Listen to the Night uit en in 2010 volgde het soloalbum Memories of Paris.
Ondanks de lange tijd in Europa bleef Watsons muziek verworteld in de Amerikaanse traditie: polytonaliteit, ongewone ritmen en complexe thema-opbouw kenmerken zijn composities. Hij heeft zowel in het bereik jazz gecomponeerd (Martial Arts, 1986 voor Martial Solal en het Orchestre National de Jazz) alsook in het bereik van de klassieke kamermuziek (Bénévoles, voor de Australische violiste Jane Peters).
Innovatoren van de jazzpiano als Lennie Tristano, Mal Waldron, Elmo Hope, Herbie Nichols en Paul Bley lieten in zijn spel sporen achter. Watson werd ook gewaardeerd als vertolker van het pianowerk van Charles Ives. Verder werkte hij ook als componist voor theater- en balletproducties en sinds 2001 als leider van het gerenommeerde jazz-festival van La Vilette (Parijs). In 2003 kreeg hij de titel Chevalier des Arts et des Lettres.